# Аґнес Ґрей
«Аґнес Ґрей» — дебютний роман англійської письменниці Анни Бронте (яка писала під псевдонімом Актон Белл), уперше опублікований у грудні 1847 року. У романі розповідається історія гувернантки Аґнес Ґрей, коли вона працювала у сім'ях дрібного дворянства.
Дослідження і коментарі сестри Анни, Шарлотти Бронте, вказують на те, що роман оснований здебільшого на власному досвіді письменниці, яка протягом п'яти років працювала гувернанткою. Як і роман Шарлотти Бронте «Джейн Ейр», цей твір описує важке життя гувернанток і те, який ця робота має вплив на молодих жінок. 
Через головну персонажку Енн піднімає теми ізоляції та пригноблення жінок та гувернанток, а також проблему фізичного знущання з них. 

## Сюжет
Книга написана від імені дівчини Аґнес. Її батько священик. Мати в молодості була позбавлена спадку. Окрім Аґнес, батьки мають ще дочку Мері.
Бажаючи краще пізнати навколишній світ і надати сім'ї матеріальну підтримку, головна героїня вирішує знайти роботу гувернантки. Її тітка влаштовує до місіс Блумфілд.
Коли дівчина приїжджає до господарів, її відразу ж знайомлять з Мері Енн і Томом. Усі члени сім'ї справили на Енн негативне враження. Проте вона все ж вирішила зайнятися вихованням дітей.
Діти з кожним днем поводилися дедалі гірше. Вони терпіти не могли вчитися. Батько і мати абсолютно не займалися їх вихованням. Вони виконували усі примхи сина і дочки.
Блумфілди були надмірно вимогливі до гувернантки і забороняли карати дітей. Молодій гувернантці так і не вдалося перевиховати хлопчика і дівчинку. Незабаром її звільнили.
Незважаючи на це, Аґнес відчувала, що бути гувернанткою — її покликання. Через деякий час вона влаштувалася в сім'ю Меррея. Вона мала виховувати двох хлопчиків і двох дівчаток: Чарльза, Джона, Матильду і Розалі.
Вони теж відрізнялися негативними рисами. Проте у гувернантки вже був досвід у вихованні. Тому вона непогано справлялася з обов'язками.
Потім Чарльза і Джона відправили до навчального закладу і тепер гувернантка виховувала тільки дівчаток. Матильда проводила багато часу на стайні. А Розалі тільки і думала, що про завоювання чоловічих сердець.
Через кілька років Розалі починає зустрічатися з чоловіками. У Аґнес з'являється новий знайомий — священик Вестон. Оскільки молодій гувернантці більше не доводиться виховувати Розалі, вона починає піклуватися про бідняків. Коли Аґнес відвідує церкву, вона нерідко стикається з Вестоном. Довірчі бесіди їх сильно зближують.
У цей час на Розалі звернув увагу священик Гетфілд. Його підкорила краса дівчини. Проте вона дала йому зрозуміти, що не бажає його бачити. Потім Розалі починає фліртувати з Вестоном.
Потім вона знайомиться з Томасом Ешбі. Він виявився заможною людиною. Томас запропонував Розалі вийти за нього, і вона дала згоду.
Проте в останні дні перед щлюбом Розалі все ж вирішила завоювати серце Вестона. Для того, щоб позбавити Аґнес можливості бачитися з ним, вона почала давати їй багато доручень. Після від'їзду Розалі Агнес знову стала бачитися з Вестоном. Потім дівчина отримує звістку про смерть батька. Мати відкрила пансіон для дівчаток. Агнес вирішила, що у всьому допомагатиме матері. Попрацювавши ще деякий час у господарів, дівчина повернулася до матері. Проте вона постійно сумує за своєю коханою людиною.
Потім колишня гувернантка зустрічається з Розалі. Та зізналася Аґнес, що відчуває себе нещасною і ненавидить чоловіка. Дитина теж її не радує. Аґнес відчуває жаль до колишньої вихованки. Проте Розалі все одно залишилася такою ж пихатою, як раніше.
Через деякий час Аґнес знову зустріла Вестона. Дівчина дізнається, що він отримав прихід поблизу від навчального закладу, у якому вона працює. Вестон став постійно приходити до Ґреїв. Потім вони одружилися. Аґнес народила трьох дітей.